# Kingcome Range
Kingcome Range är ett berg i Kanada.   Det ligger i Regional District of Mount Waddington och provinsen British Columbia, i den sydvästra delen av landet, 3 700 km väster om huvudstaden Ottawa. Toppen på Kingcome Range är 1 770 meter över havet, eller 1 351 meter över den omgivande terrängen. Bredden vid basen är 11,4 km.
Terrängen runt Kingcome Range är huvudsakligen bergig. Trakten runt Kingcome Range är nära nog obefolkad, med mindre än två invånare per kvadratkilometer.. 
I omgivningarna runt Kingcome Range växer i huvudsak barrskog.